# 1998 SN74
1998 SN74 är en asteroid i huvudbältet som upptäcktes den 21 september 1998 av den belgiske astronomen Eric W. Elst vid La Silla-observatoriet.
Asteroiden har en diameter på ungefär 4 kilometer och den tillhör asteroidgruppen Agnia.